# HTC One (M7)
HTC One (tên mã và sau này gọi là M7) là một chiếc điện thoại thông minh màn hình cảm ứng chạy Android do HTC thiết kế, phát triển và sản xuất. Thiết bị này được ra mắt vào ngày 19 tháng 2 năm 2013 tại một sự kiện báo chí ở New York City và London, và là chiếc điện thoại thông minh chủ lực thứ bảy của HTC. Nó là thiết bị kế nhiệm của thiết bị chủ lực năm 2012 của hãng, chiếc One X—vốn được hoan nghênh nhưng lại không thành công về mặt thương mại do nỗ lực tiếp thị không đủ. Để làm cho thiết bị nổi bật giữa các đối thủ, HTC One được phát triển với các tính năng trọng tâm về phần cứng và phần mềm; gồm thiết kế khung nhôm nguyên khối, màn hình hiển thị full-HD 1080p, loa stereo kép ở mặt trước, máy ảnh với cảm biến hình ảnh tùy chỉnh cho phép tự động tạo dựng phim, cùng phiên bản cập nhật của giao diện người dùng Sense, trình đọc tin tức và mạng xã hội BlinkFeed, và một ứng dụng hướng dẫn chương trình điện tử để phục vụ như là một điều khiển chung thông qua một IR blaster nằm trong nút nguồn của thiết bị.
Bắt đầu từ tháng 3 năm 2013, HTC One đã có mặt ở các nhà mạng và nhà bán lẻ lớn ở ít nhất 181 quốc gia. Sự chậm trễ sản xuất từ cuối tháng 3 dẫn tới việc phát hành trễ ở các thị trường khác, ví dụ như Châu Á và Bắc Mĩ bị dời đến cuối tháng 4. Mặc dù vậy, với gần 5 triệu thiết bị đã được bán trong hai tháng đầu tiên từ khi có mặt trên thị trường quốc tế, HTC tuyên bố rằng One là màn ra mắt thành công nhất trong lịch sử công ty.
HTC One được đánh giá cao về chất lượng thiết kế công nghiệp, màn hình hiển thị độ nét cao 468 ppi, hệ thống âm thanh stero năng lượng cao 2,6 W RMS, và được đón nhận nồng nhiệt cho hiệu suất tổng quát và sự cải thiện về giao diện người dùng so với các thiết bị trước kia của HTC. Tuy nhiên, một số khía cạnh của thiết bị, như chất lượng hình ảnh, tuổi thọ pin, và một số yếu tố khác của hệ điều hành, còn bị các nhà phê bình giám sát. Thiết bị nhận được nhiều giải thưởng, bao gồm "Thiết bị điện thoại di động tốt nhất" bởi Hiệp hội GSM tại Triển lãm di động toàn cầu 2013, và là điện thoại thông minh tốt nhất năm 2013 tại cùng hội nghị năm sau. Nó được kế nhiệm bởi HTC One (M8) vào ngày 25 tháng 3 năm 2014.